# Hermann Claasen
Hermann Claasen (Colonia, 20 de diciembre de 1899-íd, 19 de diciembre de 1987)  fue un fotógrafo alemán del siglo XX principalmente conocido por su trabajo documental de la destrucción causada por la Segunda Guerra Mundial en su ciudad.

## Biografía
Hermann Claasen tuvo una formación completamente autodidacta y sus primeras imágenes datan de la Primera Guerra Mundial y las realizó con una cámara estenopeica de construcción propia hecha con una simple caja de cigarros y una lente.
Sus primeros beneficios económicos gracias a la fotografía los obtuvo tras la crisis de 1929, cuando comenzó a dirigir el negocio familiar en el que trabajaba, con unas imágenes de un congelado río Rin en St. Goar.
En la década de 1930 se especializó en retratos y publicidad y realizó sus primeras tomas en color. 
En 1942 se casó con la también fotógrafa y de Colonia Ria Dietz.

## Obra

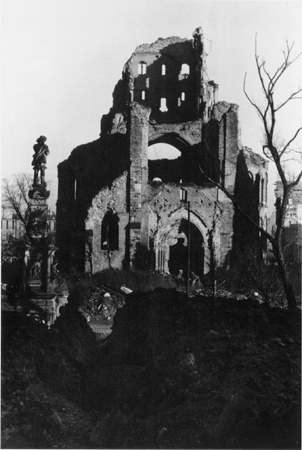
Ruinas de la iglesia de San Martín y el Mercado Antiguo de Colonia en 1946.

Siendo muy joven, antes de la Primera Guerra Mundial, había recibido una gran influencia de la fotografía pictórica alemana.
Gracias a una invalidez en su pierna pudo permanecer en su ciudad y dedicarse a la fotografía durante la Segunda Guerra Mundial. Terminada ésta, se hizo muy conocido por sus imágenes sobre la destrucción de la ciudad de Colonia, si bien su obra es mucho más extensa y variada. Aunque durante la guerra y tras la destrucción de su ciudad tomo muchas imágenes, y a pesar de estar contratado por el propio ayuntamiento de ésta, esta práctica le hizo asumir grandes riesgos y trabajar en cierta clandestinidad, porque estaba prohibido fotografiar en general.
Como fotógrafo independiente que hizo trabajos muy variados y para numerosos clientes, su legado de retratos y fotografías de publicidad es muy rico. A partir de los años 40 siguió muy de cerca los cambios y corrientes dentro de la fotografía, tanto en su Alemania como fuera, siendo incluido por terceros dentro de la llamada fotografía subjetiva.
La variedad y calidad de su obra le hacen uno de los fotógrafos alemanes más interesantes del siglo XX, eso a pesar de que muchas desaparecieron tras los destrozos de los bombardeos.

## Reconocimientos
- 1953. Miembro de la Sociedad Alemana de la Fotografía (Deutschen Gesellschaft für Photographie) y de la Sociedad de Fotógrafos aleamanes (Gesellschaft deutscher Lichtbildner)
- 1987. Desde el año de su fallecimiento hay un premio de fotografía creativa en su honor.[5]

## Exposiciones (selección)
- 1947: La tragedia de una ciudad. (Tragödie einer Stadt, Ausstellung von Trümmerfotografien)
- 1950: Exposición en el festival Photokina.